# 亚乙基硫脲
亚乙基硫脲（化学式：C3H6N2S），一种咪唑啉类硫化促进剂，纯品为白色针状结晶，微溶于水，具有微弱的氨臭。亚乙基硫脲曾被广泛用于氯丁橡胶及其他橡胶的固化，同时也被少量用于生产杀虫剂，但由于其对人体的危害，目前已基本被淘汰。

## 工业生产
将24 kg乙二胺，48 kg工业酒精，60 kg蒸馏水依次投入反应釜。搅拌下，缓缓加入32 kg二硫化碳，滴加过程中控制温度在60 ℃左右。加完二硫化碳后升温至100 ℃，回流1小时。然后加入3.6 kg浓盐酸回流9～10小时。冷却结晶后吸滤用丙酮洗涤干燥得产品。收率约80%～85%。

## 主要用途
由于亚乙基硫脲固化后的制品抗张强度高，永久压缩变形小，而且耗时较短，因而曾被广泛应用于氯丁橡胶、氯磺化聚乙烯橡胶、氯乙醇橡胶、聚丙烯酸酯橡胶的硫化（主要是被覆电线、鞋衣等氯丁橡胶制品）。亚乙基硫脲还被用于生产抗氧化剂、杀虫剂、杀真菌剂（如代森锌）、染料、药物。数据显示，在2000年，主要生产亚乙基硫脲的公司在中国、法国、日本各有三家，在德国有两家，在巴西、荷兰、印度、意大利、瑞士各有一家。
然而由于其对环境的危害性以及在土壤的难分解性，对亚乙基硫脲的使用正在减少。现在使用的亚乙基硫脲主要为聚合物颗粒，以此来尽量避免工人对亚乙基硫脲粉尘的皮肤接触或吸入。

## 危害
亚乙基硫脲属于国际癌症研究机构（IARC）第三类致癌物——对人类的致癌性不确定（曾经为2B类），但在动物实验中致癌、致畸性检测均为阳性。在对小鼠的致癌性实验中，亚乙基硫脲引起了甲状腺滤泡细胞癌、垂体前叶腺肿瘤及肝癌；对大鼠则导致甲状腺上皮细胞癌。
除此之外，与硫脲、丙硫氧嘧啶等抗甲状腺物质一样，亚乙基硫脲会导致人类甲状腺肿大。有报道指亚乙基硫脲还能引起黏液水肿，胎儿畸形。

## 相关数据
亚乙基硫脲的LD50为1832mg/kg（大鼠口服），属于低毒类化学物质。
对于亚乙基硫脲的环境浓度限制暂时没有一个统一标准。其中美国某些州规定空气中限制为0~0.7μg/m3，EPA目前建议水中限制为0.44μg/L。